# Granulina cylindrata
Granulina cylindrata is een slakkensoort uit de familie van de Marginellidae. De wetenschappelijke naam van de soort is voor het eerst geldig gepubliceerd in 2004 door Boyer & Rolán.